# Virginie Viard
Pour les articles homonymes, voir Viard.
Virginie Viard, née le 26 mai 1962 à Lyon, est une grande couturière, styliste et costumière française. Elle est directrice artistique de la maison de haute couture Chanel de février 2019 à juin 2024.

## Biographie
Virginie Viard est née à Lyon et a vécu son enfance à Fixin. Elle est la fille d'Henri Viard, chirurgien à Dijon, et de Bernadette Viard. Ses grands-parents sont quant à eux fabricants de soie. Elle est l'aînée d'une fratrie de cinq enfants et la sœur du réalisateur Arnaud Viard. Après son baccalauréat, elle part une année à Londres avant de revenir en France, à Lyon, et étudie la couture au cours Georges. Elle commence sa carrière comme assistante de la costumière Dominique Borg, qui travaille alors sur le film Camille Claudel. Elle l'accompagne ensuite en tant que costumière sur les deux premiers films de la trilogie Trois Couleurs de Krzysztof Kieślowski, ce qui l'amène notamment à s'occuper des tenues de Juliette Binoche et Isabelle Adjani.
En 1987, elle entre chez Chanel, où elle s'occupe de la broderie. Par la suite, en 1992, elle suit Karl Lagerfeld chez Chloé, avant de revenir en 1997 chez Chanel, où elle devient directrice du studio de création mode en 2000,.
Décrite par Karl Lagerfeld comme son « bras droit et bras gauche à la fois », elle forme avec le couturier un duo créatif pendant près de 30 ans. En octobre 2018, elle apparaît pour la première fois aux côtés de Karl Lagerfeld en clôture d'un défilé Chanel.
Elle est nommée directrice artistique de la maison de haute couture Chanel à partir de 2019, à la suite de la mort de Karl Lagerfeld. Depuis longtemps adoubée par le couturier, la succession est prévue depuis longtemps et la relève rapidement établie, après tant d'années passées à ses côtés. Pourtant, la discrétion de Virginie Viard, personne peu médiatique, laisse dubitatifs certains observateurs de la mode quant à ses capacités à gérer, comme le faisait Karl Lagerfeld, le marketing ou l'image de la marque.
En mai de la même année, elle présente son premier défilé au Grand Palais à Paris en tant que directrice artistique de la maison Chanel, dont le président insiste sur une transition « en douceur ». Puisant dans l'histoire de la maison, Virginie Viard y reprend certains codes de Coco comme de Karl, notamment les ballerines bicolores, les mauves, les rhodoïds ou encore les mousselines fleuries.
Elle quitte la direction artistique de Chanel en juin 2024.

## Filmographie

### Costumière
- 1993 : Trois Couleurs : Bleu
- 1994 : Trois Couleurs : Blanc